# HMS Resolution (1770)
HMS Resolution (1770) — 74-пушечный линейный корабль 3 ранга Королевского флота, шестой корабль, названный Resolution.

## Постройка
Заказан 16 сентября 1766 года. Спущен на воду 12 апреля 1770 года на королевской верфи в Дептфорде. Принадлежал к «обычным» 74-пушечным.

## Служба
1771 год — капитан Хотэм, брандва́хта в устье Медвей.
Участвовал в Американской революционной войне. 
1780 год — был в Битве при лунном свете; вернулся в Англию.
1781 год — перешел в Америку с эскадрой адмирала Грейвза. Был при Форт-Ройял, при Чесапике, при Сент-Киттсе, при островах Всех Святых. В этом сражении был убит капитан, лорд Маннерс (англ. Robert Manners).
Участвовал во Французских революционных войнах.
1799 год — в резерве в Портсмуте.
1800 год — капитан Гарднер (англ. A. H. Gardner), Торбей.
1803 год — в резерве в Чатеме.
Участвовал в Наполеоновских войнах. Был при Копенгагене (1807), на Баскском рейде.
1807 год — капитан Джордж Берлтон (англ. George Burlton), Ширнесс.
1808 год — тот же капитан, у берегов Португалии.
1811 год — капитан Темпл Харди (англ. Temple Hardy), снаряжался в Спитхеде; в резерве в Портсмуте.
Разобран в 1813 году.